# リソドゥス
リソドゥス（Lissodus）は、絶滅した淡水サメの属種、石炭紀のミシシッピアン期から白亜紀のアルビアン期まで存在していた。

## 解説
リソドゥス属は、中生代に栄えた古代サメのうち最も古い時代に出現した原始的なサメで、歯のかみ合わせ面が比較的平らなことから「平滑な歯」を意味して名付けられた。体長50～70センチで、平らな歯で海底の泥の中にいる動物を食べ、最初は海にすんでいたが、淡水域も生息範囲になったと推定されている。体長は約15センチメートルほど、二枚貝を食べるために使用する平らな歯を持っていた。
日本国内では愛媛県西予市田穂の三畳紀石灰岩中から、化石ハンターの宇都宮聡によって国内初のリソドゥスの歯化石が発見されている。
既知の種：
- Lissodus africanus
- Lissodus angulatus
- Lissodus bartheli
- Lissodus cassangensis
- Lissodus cristatus
- Lissodus guenneguesi
- Lissodus hasleensis
- Lissodus johnsonorum
- Lissodus leiodus
- Lissodus leiopleurus
- Lissodus lepagei
- Lissodus levis
- Lissodus minimus
- Lissodus wardi
- Lissodus xiushuiensis

## 古生態学
アンゴラから見つかったリソドゥスの三畳紀の標本は、おそらく乾燥期に湖が干上がったであろう淡水湖の堆積物から発見された。同じ場所からの他の魚には、シェフェリウス（以前は「マルケシア」として知られていた）、2つのPerleidus種、新鰭類のアンゴライクシス、および肺魚マイクロセラトドゥスが含まれている。